# Лахири Махасая
Шияма Чаран Лахири, познат като Лахири Махасая, е индийски Йогин, ученик на Махаватар Бабаджи. Махасая в превод от санскрит означава велика душа.

## Биография
Лахири е роден в Гурниграм, Западен Бенгал, Индия на 30 септември 1828 година. В 1861 година среща своя гуру Махаватар Бабаджи, който му разкрива техниките на Крия Йога. Лахири умира на 26 септември 1895 година във Варанаси, Утар Прадеш, Индия.
| „              | Винаги помнете, че не принадлежите на никого и никой не ви принадлежи. Помнете, че някой ден ще трябва внезапно да оставите всичко в този свят - така че се запознайте с Бога сега. Пригответе се за предстоящото астрално пътуване след смъртта, като всеки ден летите с балона на Богоразбирането. Посредством илюзия вие се възприемате като вързоп от плът и кости, който в най-добрия случай е гнездо на грижи. Медитирайте непрестанно, за да можете скоро да се видите като Безпределна Същност, свободна от всякакво страдание. Престанете да бъдете затворници на телата си. Използвайки тайния ключ на крия, се научете да се спасявате в Духа. | “ |
| Лахири Махасая | |   |

| „              | Около петдесет години, след като си отида, моят живот ще бъде описан поради дълбокия интерес, който Западът ще прояви към йога. Посланието на йога ще обиколи земното кълбо и ще спомогне да се установи онова братство между хората, което произтича от прякото възприемане на Единия Отец. | “ |
| Лахири Махасая | |   |

Във връзка с горното изказване Парамаханса Йогананда в книгата „Автобиография на един Йогин“ през 1946 г. пише: „Петдесетте години от деня, в който Лахири Махасая си отиде през 1895 година, се изпълниха през 1945 година – годината на завършване на тази книга. Не мога да не бъда поразен от съвпадението, че тази година възвести и началото на нова ера – ерата на революционната атомна енергия. Всички мислещи умове, както никога досега, са обърнати към неотложните проблеми на мира и братството, за да не би непрекъснатото използване на физическа сила да унищожи всички хора заедно с проблемите им.“